# Добровольное общество
Добровольное общество, добровольная община или добровольный город — это термин, используемый в правом либертарианстве для описания образования, в котором вся собственность (включая улицы, парки и так далее) и все услуги (включая суды, полицию и так далее) предоставляются посредством того, что сторонники этого термина называют «добровольными средствами», и в которое они включают частную или кооперативную собственность.

## Описание
В «добровольном обществе», как его описывают Дэвид Бейто, Питер Гордон и Александр Табаррок, понятие «частной» или «кооперативной» собственности радикально отличается от «монополистической приватизации с государственными субсидиями» или «монополистического контроля государства над общественными ресурсами», соответственно. Вместо этого суды могут быть заменены организациями по разрешению споров; полиция — добровольными общественными организациями защиты или частными охранными агентствами и страховщиками от преступлений; транспортные органы — общественными дорожными и железнодорожными ассоциациями и так далее. Эти услуги были предметом книги «Добровольный город», в которой они рассматривались по главам.
Анархо-капиталисты рассматривают «добровольные общества» как решение конфликта между теми, кто выступает за разрешение правительством таких форм поведения и договоренностей, как ненасильственное употребление наркотиков, бесплатные магазины, сексуальное раскрепощение, добровольный коммунальный обмен и так далее, и теми, кто выступает за государственные ограничения такой деятельности. Те, кто хочет жить в соответствии с определенным кодексом поведения, могут переехать в сообщество, которое его поддерживает и защищает. Анархо-капиталисты, такие как Стефан Молинье, считают, что в «добровольном обществе» организации по разрешению споров и компании по страхованию от загрязнения предотвратят такие проблемы, как загрязнение окружающей среды.